# Carreira (przystanek kolejowy)
Carreira (port: Apeadeiro de Carreira) – przystanek kolejowy w Barcelos, w dystrykcie Braga, w Portugalii. Znajduje się na Linha do Minho. Jest obsługiwany wyłącznie przez pociągi regionalne.

## Historia
Przystanek ten znajduje się pomiędzy stacjami Midões i Nine na Linha do Minho, która została otwarta 21 października 1877.

## Linie kolejowe
- Linha do Minho